# Campeonato Mundial de Esqui Estilo Livre de 2015 - Halfpipe feminino
A prova do halfpipe feminino do Campeonato Mundial de Esqui Estilo Livre de 2015 foi disputada entre os dias 21 e 22 de janeiro em Kreischberg na Áustria.  Participaram 13 atletas de  8 nacionalidades.

## Medalhistas
| Ouro                  | Prata               | Bronze             |
| Virginie Faivre (SUI) | Cassie Sharpe (CAN) | Mirjam Jäger (SUI) |

## Resultados

### Qualificação
13 esquiadoras participaram do processo qualificatório. As 6 melhores avançaram para a final.
| Pos. | Bib | Esquiadora            | Nacionalidade  | 1ª descida | 2ª descida | Melhor | Notas |
| ---- | --- | --------------------- | -------------- | ---------- | ---------- | ------ | ----- |
| 1    | 1   | Virginie Faivre       | Suíça          | 76.00      | 77.20      | 77.20  | Q     |
| 2    | 10  | Cassie Sharpe         | Canadá         | 71.20      | 75.40      | 75.40  | Q     |
| 3    | 4   | Anaïs Caradeux        | França         | 73.80      | 74.00      | 74.00  | Q     |
| 4    | 6   | Keltie Hansen         | Canadá         | 33.20      | 73.00      | 73.00  | Q     |
| 5    | 2   | Mirjam Jäger          | Suíça          | 21.60      | 70.80      | 70.80  | Q     |
| 6    | 5   | Sabrina Cakmakli      | Alemanha       | 13.40      | 70.40      | 70.40  | Q     |
| 7    | 3   | Katrien Aerts         | Bélgica        | 61.80      | 70.00      | 70.00  |       |
| 8    | 12  | Zyre Austin           | Estados Unidos | 66.60      | 69.20      | 69.20  |       |
| 9    | 11  | Megan Warrener        | Canadá         | 68.00      | 67.80      | 68.00  |       |
| 10   | 9   | Jeanee Crane-Mauzy    | Estados Unidos | 64.40      | 59.60      | 64.40  |       |
| 11   | 13  | Molly Summerhayes     | Grã-Bretanha   | 58.60      | 57.00      | 58.60  |       |
| 12   | 7   | Elizavetta Chesnokova | Rússia         | 15.00      | 48.20      | 48.20  |       |
| 13   | 8   | Jamie Crane-Mauzy     | Estados Unidos | 31.80      | 27.80      | 31.80  |       |

### Final
As 6 esquiadoras disputaram no dia 22 de janeiro a final da prova.
| Pos.              | Bib | Esquiadora       | Nacionalidade | 1ª descida | 2ª descida | 3ª descida | Melhor |
| ----------------- | --- | ---------------- | ------------- | ---------- | ---------- | ---------- | ------ |
| Medalha de ouro   | 1   | Virginie Faivre  | Suíça         | 83.80      | 56.60      | 74.20      | 83.80  |
| Medalha de prata  | 10  | Cassie Sharpe    | Canadá        | 68.60      | 75.40      | 81.00      | 81.00  |
| Medalha de bronze | 2   | Mirjam Jäger     | Suíça         | 78.40      | 79.80      | 65.60      | 79.80  |
| 4                 | 4   | Anaïs Caradeux   | França        | 53.80      | 78.00      | 22.20      | 78.00  |
| 5                 | 5   | Sabrina Cakmakli | Alemanha      | 73.60      | 76.00      | 70.00      | 76.00  |
| 6                 | 6   | Keltie Hansen    | Canadá        | 60.40      | 37.80      | 54.40      | 60.40  |

Legenda
| Recorde mundial       | Recorde mundial (World record)               |                       | Recorde africano                      | Recorde africano (African) |                                           | Q | Classificado por posição (Qualified) |
| Recorde do campeonato | Recorde do campeonato (Championship record)  | Recorde da América    | Recorde da América (Americas)         | q                          | Classificado por melhor tempo (Qualified) |   |                                      |
| Melhor marca do ano   | Melhor marca do ano (World leading)          | Recorde asiático      | Recorde asiático (Asian)              | DNS                        | Não largou (Did not start)                |   |                                      |
| Recorde nacional      | Recorde nacional (National record)           | Recorde europeu       | Recorde europeu (European)            | DNF                        | Não terminou (Did not finish)             |   |                                      |
| Recorde pessoal       | Recorde pessoal do atleta (Personal best)    | Recorde da Oceania    | Recorde da Oceania (Oceania)          | DSQ / DQ                   | Desclassificado (Disqualified)            |   |                                      |
| Recorde da temporada  | Recorde da temporada do atleta (Season best) | Recorde sul-americano | Recorde sul-americano (South America) | NM                         | Sem marca (No mark)                       |   |                                      |